# RFPolicy
Az RFPolicy az informatikai biztonság területén egy irányelv, ami megkísérel választ adni a teljes közzétételt ért, a potenciálisan veszélyes információk széles körű terjesztéséből adódó kritikákra. Az ismert biztonsági szakértő, Rain Forest Puppy alkotta meg, és megpróbálja meghatározni a megfelelő módot a gyártók értesítésére a termékeik biztonsági réseivel kapcsolatban – arra nézve is tartalmaz javaslatokat, hogy mit kell tenni, ha a gyártó nem reagál.
Az irányelv öt munkanapot ad a gyártónak arra, hogy válaszoljon a hiba bejelentőjének. Ha ezt nem teszi meg, javasolt az ügyet a széles publikum elé tárni. A bejelentő lehetőleg segítse a gyártót/a program íróját a hiba reprodukálásában, a javítás elkészítésében. A bejelentő késleltesse a hiba teljes közzétételét, ha a gyártó megfelelő érveket tár elé, hogy miért van szüksége időre.
Ha a gyártó elmulasztja felvenni a kapcsolatot a bejelentővel, vagy berekeszti a vele való kommunikációt, akkor öt munkanap elteltével a bejelentő tárja az ügyet az internet nyilvánossága elé. Ha a gyártó biztonsági figyelmeztetést vagy hibajavítást ad ki, említse meg megfelelő módon a hibát bejelentő személy vagy szervezet érdemeit.

## Külső hivatkozások
- RFPolicy v2.0

## Fordítás
- Ez a szócikk részben vagy egészben a RFPolicy című angol Wikipédia-szócikk ezen változatának fordításán alapul.  Az eredeti cikk szerkesztőit annak laptörténete sorolja fel. Ez a jelzés csupán a megfogalmazás eredetét és a szerzői jogokat jelzi, nem szolgál a cikkben szereplő információk forrásmegjelöléseként.